# Radama II.

König Radama II.

Radama II. (* 23. September 1829; † 12. Mai 1863) war Herrscher des Königreichs Madagaskar und regierte von 1861 bis 1863.
Er war der Sohn von Ranavalona I. und hörte auf den Geburtsnamen Rakoto. Obwohl er erst 14 Monate nach dem Tod von Radama I. geboren wurde, galt er als dessen Sohn. Nach dem Tod Radamas I. übernahm Ranavalona I. den Thron von Madagaskar. Im Jahre 1861 folgte er ihr auf den Thron nach.

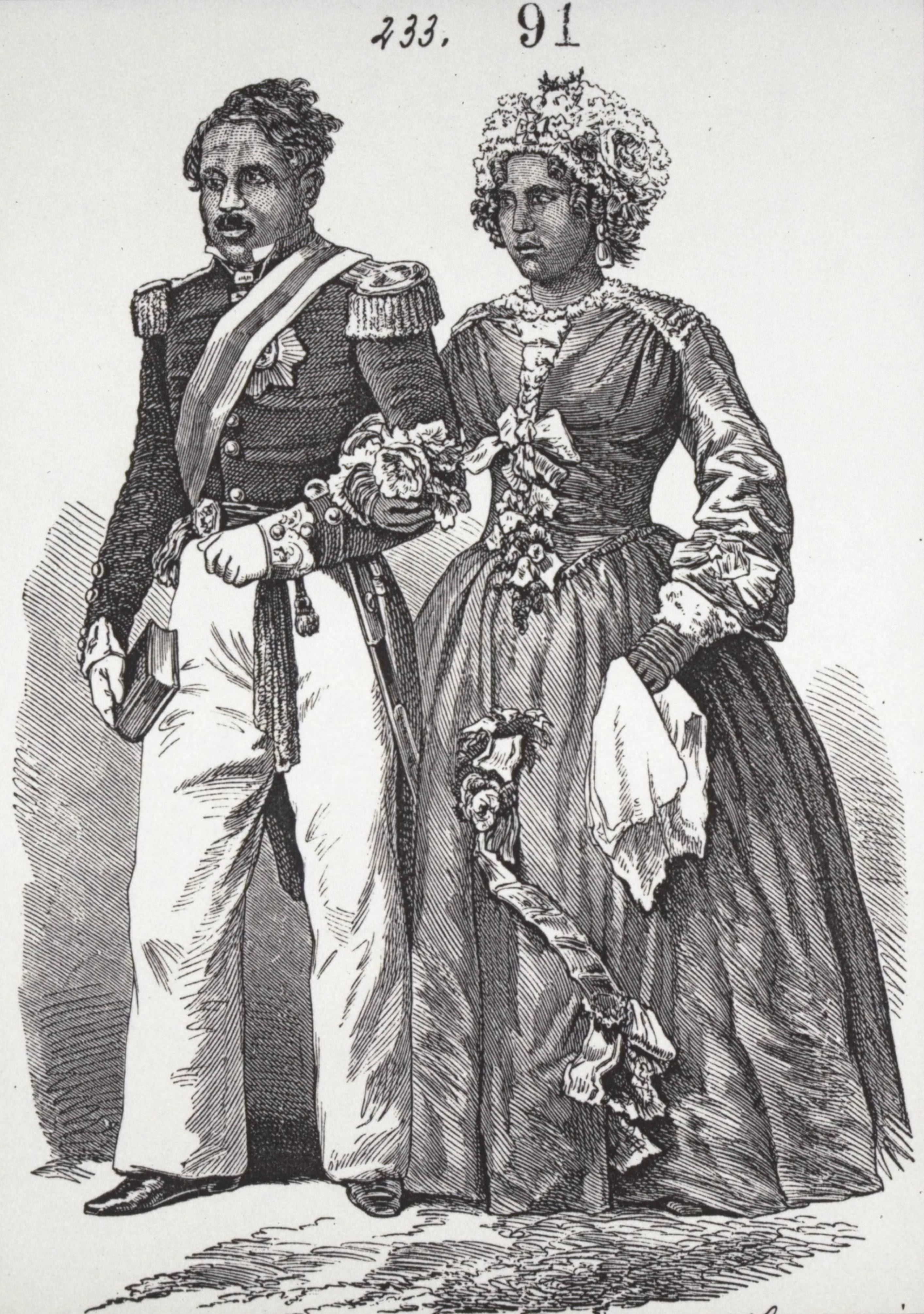
Der König mit Gemahlin

Er regierte milde und begann während seiner kurzen Regierungszeit wieder Kontakte zum Ausland aufzunehmen. Den Franzosen, von denen er als König von Madagaskar anerkannt wurde, räumte er besondere Rechte ein („Charte Lambert“) und legte damit den Grundstein für die spätere französische Kolonialisierung der Insel, begünstigte aber auch die Briten. Er verkündete die Religionsfreiheit, wodurch die katholischen Missionare der Franzosen und die protestantischen Missionare der Briten wieder aktiv werden konnten. Sein liberaler Kurs stieß jedoch auf den Widerstand der Aristokraten, die während der Herrschaft seiner Mutter die wahre Macht innegehabt hatten.
Am 9. Mai brach eine Revolution aus. 5.000–6.000 Offiziere versammelten sich und legten Radama eine Liste von 33 wichtigen Persönlichkeiten (sogenannten Manamasses, darunter sieben enge Vertraute des Königs) vor, deren Tod sie forderten. Radama verschanzte sich daraufhin mit seinen Vertrauten im Palast. Am 11. Mai stellten die Aufständischen ein Ultimatum zur Auslieferung der Manamasses, die sie am Leben lassen, jedoch in Ketten legen wollten. Radama lehnte ab und wollte lieber zusammen mit seinen Vertrauten sterben. Daraufhin drangen Truppen in den Palast ein. Vermutlich wurde Radama bereits bei dieser Gelegenheit, spätestens jedoch am 12. Mai ermordet. Er wurde erdrosselt, weil es verboten war, das Blut eines Königs zu vergießen. Am 12. Mai 1863 wurde seine Witwe Rasoherina zur Königin proklamiert.